# دیوید ژینولا
داوید ژینولا (فرانسوی: David Ginola‎؛ زادهٔ ۲۵ ژانویهٔ ۱۹۶۷) بازیکن فوتبال سرشناس سابق تیم ملی فرانسه و باشگاه تاتنهام انگلستان است. او به عنوان مدل و بازیگر نیز فعالیت داشته است.
از فیلم‌ها یا برنامه‌های تلویزیونی که وی در آن نقش داشته‌است می‌توان به آخرین فرود اشاره کرد.